# Forgrening (softwareudvikling)
 For alternative betydninger, se Forgrening (flertydig). (Se også artikler, som begynder med Forgrening)
Inden for softwareudvikling sker en forgrening (engelsk project fork), når udviklere tager en kopi af kildekoden fra en softwarepakke og starter uafhængig udvikling på den, hvilket skaber et særskilt og separat stykke software. Udtrykket indebærer ofte ikke blot en forgrening, men også en splittelse i udviklersamfundet; som sådan er det en form for skisma. Grunde til forgrening er varierende brugerpræferencer og stagneret eller afbrudt udvikling af den originale software.
Gratis og open source-software er software, som pr. definition kan forgrenes fra det originale udviklingsteam uden forudgående tilladelse og uden at overtræde loven om ophavsret. Licenserede forgreninger af proprietær software (f.eks. Unix) forekommer dog også.